# Улай
Район Улай (кит.: 烏來區) — район в місті центрального підпорядкування Республіки Китай Новий Тайбей.
До 2010 року був частиною повіту Тайбей (кит. трад.: 縣; піньїнь: xiàn; певедзі: koān), заснованого 7 січня 1946 року, у складі провінції Тайвань. 25 грудня 2010 року став частиною (кит. трад.: 區; піньїнь: qū; певедзі: ku) новоутовреного міста. У 2014 став отримав статус аборигенного району.

## Географія
Площа району Улай на 10 вересня 2017 становила близько 321,1306 км².

## Населення
Населення району Улай на 2015 становило близько 6182 осіб. Густота населення становила 19,3 осіб/км².